# Werner Greiling
Werner Greiling (* 13. Oktober 1954 in Neustadt an der Orla) ist ein deutscher Historiker.

## Leben
Greiling studierte von 1975 bis 1980 Geschichte und Germanistik an der Friedrich-Schiller-Universität Jena. 1984 erfolgte die Promotion mit einer Arbeit über Karl August Varnhagen von Ense (1785–1858) und 1996 die Habilitation. 1991/92 war er Forschungsstipendiat der Alexander von Humboldt-Stiftung an der Ludwig-Maximilians-Universität München und am Max-Planck-Institut für Geschichte Göttingen, 1993 DAAD-Forschungsstipendiat am Centre national de la recherche scientifique (I.T.E.M.) in Paris und 1993/94 Stipendiat am Historischen Kolleg in München.
Von 1999 bis 2001 nahm Greiling eine Lehrstuhlvertretung an der Universität Leipzig wahr. Seit 2004 ist er außerplanmäßiger Professor für Geschichte der Neuzeit am Historischen Institut der Friedrich-Schiller-Universität Jena. Von 2001 bis 2010 war er Teilprojektleiter im Sonderforschungsbereich „Ereignis Weimar-Jena. Kultur um 1800“. Zusammen mit Uwe Schirmer leitete er von 2013 bis 2018 das an der Friedrich-Schiller-Universität Jena angesiedelte Drittmittelprojekt „Thüringen im Jahrhundert der Reformation“.
Greilings Forschungsschwerpunkte sind die Kommunikations-, Medien- und Kulturgeschichte, die thüringische und sächsische Landesgeschichte, der deutsch-französische Kulturtransfer und die Sozialgeschichte der Aufklärung. Er ist Herausgeber bzw. Mitherausgeber mehrerer wissenschaftlicher Schriftenreihen und gehört dem Redaktionskollegium der „Zeitschrift für Thüringische Geschichte“ an.
Greiling ist seit 2006 Vorsitzender der Historischen Kommission für Thüringen e. V. und wurde im März 2024 ohne Gegenstimmen oder Enthaltungen für seine nunmehr siebte Amtszeit wiedergewählt. Seit 2012 ist er ordentliches Mitglied der Akademie gemeinnütziger Wissenschaften zu Erfurt. Außerdem ist er Mitglied der Historischen Kommissionen für Hessen, Sachsen und Sachsen-Anhalt sowie mehrerer wissenschaftlicher Beiräte. Als Kurator zeichnete er für mehrere kultur- und medienhistorische Ausstellungen verantwortlich. Seit 1995 ist er Vorsitzender des Fördervereins für Stadtgeschichte in Neustadt an der Orla.
Greiling ist auch kommunalpolitisch aktiv und seit 1999 für das „Bündnis für Neustadt“ Mitglied im Stadtrat von Neustadt an der Orla. Im Mai 2019 wurde er zudem zum Ehrenmitglied des Stadtrats gewählt, seit Juli 2022 ist er Träger der „Medaille für besondere Verdienste“ der Stadt.

## Schriften
Monografien
- Varnhagen von Ense – Lebensweg eines Liberalen. Politisches Wirken zwischen Diplomatie und Revolution. Böhlau, Köln/Weimar/Wien 1993, ISBN 3-412-05692-8.
- „Intelligenzblätter“ und gesellschaftlicher Wandel in Thüringen. Anzeigenwesen, Nachrichtenvermittlung, Räsonnement und Sozialdisziplinierung (= Schriften des Historischen Kollegs. Vorträge. 46). München 1995 (Digitalisat).
- Goethe – unser Staatsminister. Sein politisches Wirken in Sachsen-Weimar-Eisenach. Rudolstadt/Jena 1999, ISBN 3-930215-93-4.
- Der Neustädter Kreisbote und seine Vorläufer. Nachrichtenvermittlung, Patriotismus und Gemeinnützigkeit in einer sächsisch-thüringischen Kleinstadt 1800–1943. Rudolstadt/Jena 2001, ISBN 3-930215-65-9.
- Presse und Öffentlichkeit in Thüringen. Mediale Verdichtung und kommunikative Vernetzung im 18. und 19. Jahrhundert. Böhlau, Köln/Weimar/Wien 2003, ISBN 3-412-11502-9.
- Der Bismarckturm. Bürgerschaftliches Engagement und nationale Denkmalkultur. Weimar/Jena 2003, ISBN 3-939718-11-4.
- „Publicitätsvehikel und Sittenspiegel“. Zur Programmatik thüringischer Intelligenzblätter. Eine Dokumentation. Weimar/Jena 2004, ISBN 3-89807-060-3.
- Napoleon in Thüringen. Wirkung – Wahrnehmung – Erinnerung. Erfurt 2006, ISBN 3-937967-11-7.
- „Schilda – die Stadt ohne Zeitung“. Werbung und Eigenwerbung des „Neustädter Kreisboten“ im Dritten Reich. Hain-Verlag, Weimar/Jena 2006, ISBN 3-89807-066-2.
- Das „Sündenregister der Franzosen in Teutschland“. Antifranzösische Propaganda im Zeitalter der Befreiungskriege. Darstellung und Edition. Leipzig 2012, ISBN 978-3-86583-607-6.
- Die Neustädter Kalender. Lesestoff und Lebenshilfe im 18. und 19. Jahrhundert. Jena 2015, ISBN 978-3-939718-88-8.
- Zeitverkürzende Wahrsager. Schreibkalender aus zwei Jahrhunderten. Jena 2016, ISBN 978-3-939718-90-1.
- Verlagsstrategien zur Schulverbesserung und Volksbildung im 19. Jahrhundert. Gustav Friedrich Dinter und Johann Karl Gottfried Wagner. Leipzig 2017, ISBN 978-3-86583-798-1.
- Der Neustädter Kreis und seine Geschichte (1567/1660–1922). Jena 2022, ISBN 978-3-947303-34-2.

Editionen
- Karl August Varnhagen von Ense: Kommentare zum Zeitgeschehen. Publizistik. Briefe. Dokumente 1813–1858. Leipzig 1984.
- Georg Friedrich Rebmann: Ideen über Revolutionen in Deutschland. Politische Publizistik. Leipzig 1988; Lizenzausgabe: Köln 1988.
- Konrad Engelbert Oelsner: Luzifer oder Gereinigte Beiträge zur Geschichte der Französischen Revolution. Auswahl. Leipzig 1987; Lizenzausgabe: Frankfurt am Main 1988.
- mit Hedwig Voegt und Wolfgang Ritschel: Georg Friedrich Rebmann: Werke und Briefe in drei Bänden. Berlin 1990.
- Napoleon Bonaparte und das französische Volk unter seinem Konsulate. Leipzig 1993.
- Andreas Georg Friedrich Rebmann: Jena fängt an, mir zu gefallen. Stadt und Universität in Schriften und Briefen. Mit einem Anhang. Jena/Leipzig 1994.
- Siegfried Schmidt: Die Entwicklung der politischen Opposition im Königreich Sachsen zwischen 1830 und 1848. Mit einem biographischen Nachwort und einer Bibliographie der Schriften Siegfried Schmidts. Dresden 2005.
- Bau=Steine zur Geschichte Neustadts, Hefte I-XI. Reprint der Ausgabe von 1911–1924. Jena 2010.

Reihenherausgeber
- mit Michel Espagne, Etienne François und Matthias Middell: Deutsch-Französische Kulturbibliothek (seit 1993). Leipziger Universitätsverlag.
- Beiträge zur Geschichte und Stadtkultur (1997–2006: Hain Verlag Rudolstadt/Jena; 2007–2023: Verlag Vopelius Jena; seit 2024 Leipziger Universitätsverlag).
- Veröffentlichungen der Historischen Kommission für Thüringen (seit 2006), Böhlau Verlag, Köln/Weimar/Wien.
- mit Uwe Schirmer: Quellen und Forschungen zu Thüringen im Zeitalter der Reformation (seit 2013). Böhlau Verlag, Köln/Weimar/Wien.
- mit Alexander Krünes und Uwe Schirmer: Thüringen im Jahrhundert der Reformation (seit 2013). Verlag Vopelius Jena.
- Materialien zur thüringischen Geschichte (seit 2018). Böhlau Verlag, Wien/Köln/Weimar.

Herausgeberschaften
- mit Michel Espagne: Frankreichfreunde. Mittler des französisch-deutschen Kulturtransfers 1750–1850. Leipzig 1996, ISBN 3-929031-94-9.
- Neustadt an der Orla. Vom Ursprung und Werden einer Stadt. Rudolstadt/Jena 1997, ISBN 3-930215-45-4.
- Revolte und Revolution. Sozialer Protest und Fundamentalpolitisierung 1848/49 in Thüringen. Rudolstadt/Jena 1998, ISBN 3-930215-64-0.
- mit Hans-Werner Hahn: Die Revolution von 1848/49 in Thüringen. Aktionsräume, Handlungsebenen, Wirkungen. Rudolstadt 1998, ISBN 3-930215-57-8.
- mit Hans-Werner Hahn und Klaus Ries: Bürgertum in Thüringen. Lebenswelt und Lebenswege im frühen 19. Jahrhundert. Rudolstadt/Jena 2001, ISBN 3-89807-005-0.
- mit Hans-Werner Hahn: Tradition und Umbruch. Geschichte zwischen Wissenschaft, Kultur und Politik. Rudolstadt/Jena 2002, ISBN 3-89807-034-4.
- mit Hans-Werner Hahn: Bismarck in Thüringen. Politik und Erinnerungskultur in kleinstaatlicher Perspektive. Weimar/Jena 2003, ISBN 3-89807-046-8.
- mit Siegfried Seifert: „Der entfesselte Markt“. Verleger und Verlagsbuchhandel im thüringisch-sächsischen Kulturraum um 1800. Leipzig 2004, ISBN 3-936522-87-1.
- mit Andreas Klinger und Christoph Köhler: Ernst II. von Sachsen-Gotha-Altenburg. Ein Herrscher im Zeitalter der Aufklärung. Köln/Weimar/Wien 2005, ISBN 3-412-19905-2.
- mit Franziska Schulz: Vom Autor zum Publikum. Kommunikation und Ideenzirkulation um 1800. Bremen 2010, ISBN 3-934686-74-5.
- mit Hanno Schmitt, Holger Böning und Reinhart Siegert: Die Entdeckung von Volk, Erziehung und Ökonomie im europäischen Netzwerk der Aufklärung. Bremen 2011, ISBN 3-934686-87-7.
- mit Hagen Rüster: Reuß älterer Linie im 19. Jahrhundert. Das widerspenstige Fürstentum? Jena 2013, ISBN 978-3-939718-55-0.
- mit Stefan Gerber, Tobias Kaiser und Klaus Ries: Zwischen Stadt, Staat und Nation. Bürgertum in Deutschland. 2 Bde. Göttingen 2014, ISBN 978-3-525-30169-2.
- mit Uwe Schirmer und Ronny Schwalbe: Der Altar von Lucas Cranach d. Ä. in Neustadt an der Orla und die Kirchenverhältnisse im Zeitalter der Reformation. Köln/Weimar/Wien 2014, ISBN 978-3-412-22341-0.
- mit Maren Goltz und Johannes Mötsch: Herzog Georg II. von Sachsen-Meiningen. Kultur als Behauptungsstrategie? Köln/Weimar/Wien 2015, ISBN 978-3-412-50151-8.
- mit Armin Kohnle und Uwe Schirmer: Negative Implikationen der Reformation? Gesellschaftliche Transformationsprozesse 1470–1620. Köln/Weimar/Wien 2015, ISBN 978-3-412-50153-2.
- mit Gerhard Müller, Uwe Schirmer und Helmut G. Walther: Die Ernestiner. Politik, Kultur und gesellschaftlicher Wandel. Köln/Weimar/Wien 2016, ISBN 978-3-412-50402-1.
- mit Holger Böning und Uwe Schirmer: Luther als Vorkämpfer? Reformation, Volksaufklärung und Erinnerungskultur um 1800. Köln/Weimar/Wien 2016, ISBN 978-3-412-50556-1.
- mit Enno Bünz und Uwe Schirmer: Thüringische Klöster und Stifte in vor- und frühreformatorischer Zeit. Köln/Weimar/Wien 2017, ISBN 978-3-412-50807-4.
- mit Stefan Gerber und Marco Swiniartzki: Industrialisierung, Industriekultur und soziale Bewegungen in Thüringen. Wien/ Köln/ Weimar 2018, ISBN 978-3-412-51136-4.
- mit Klaus-Dieter Herbst: Schreibkalender und ihre Autoren in Mittel-, Ost- und Ostmitteleuropa (1540–1850). Bremen 2018, ISBN 978-3-943245-91-2.
- mit Thomas T. Müller und Uwe Schirmer: Reformation und Bauernkrieg. Wien/Köln/Weimar 2019, ISBN 978-3-412-51167-8.
- mit Ronny Schwalbe: Kriegsende und Neubeginn 1918/19 in Neustadt an der Orla. Darstellung. Dokumentation. Edition. Jena 2019, ISBN 978-3-947303-11-3.
- mit Klaus Broders und Ronny Schwalbe: Neustädter Maler zwischen Handwerk und Kunst. Ausstellungskatalog. Jena 2019, ISBN 978-3-947303-14-4.
- mit Alexander Krünes und Uwe Schirmer: Thüringen im Jahrhundert der Reformation. Bilanz eines Projektes – Perspektiven der Forschung. Jena 2019, ISBN 978-3-947303-15-1.
- mit Stefan Gerber und Marco Swiniartzki: Thüringen im Industriezeitalter. Konzepte, Fallbeispiele und regionale Verläufe vom 18. bis ins 20. Jahrhundert. Wien/Köln/Weimar 2019, ISBN 978-3-412-51329-0.
- mit Uwe Schirmer und Elke Anna Werner: Luther auf der Wartburg 1521/22. Bibelübersetzung – Bibeldruck – Wirkungsgeschichte. Wien/Köln 2023, ISBN 978-3-412-52008-3.
- mit Stefan Gerber und Helge Wittmann: Thüringen und die Thüringer, Bd. 2: Identitäten – Konstrukte – Bilder. Wien/Köln 2023, ISBN 978-3-412-51734-2.
- mit Ronny Schwalbe: Bürgersinn und Handlungswille. Neustadt an der Orla im langen 19. Jahrhundert. Leipzig 2024, ISBN 978-3-96023-560-6.